# Médecine traditionnelle béninoise

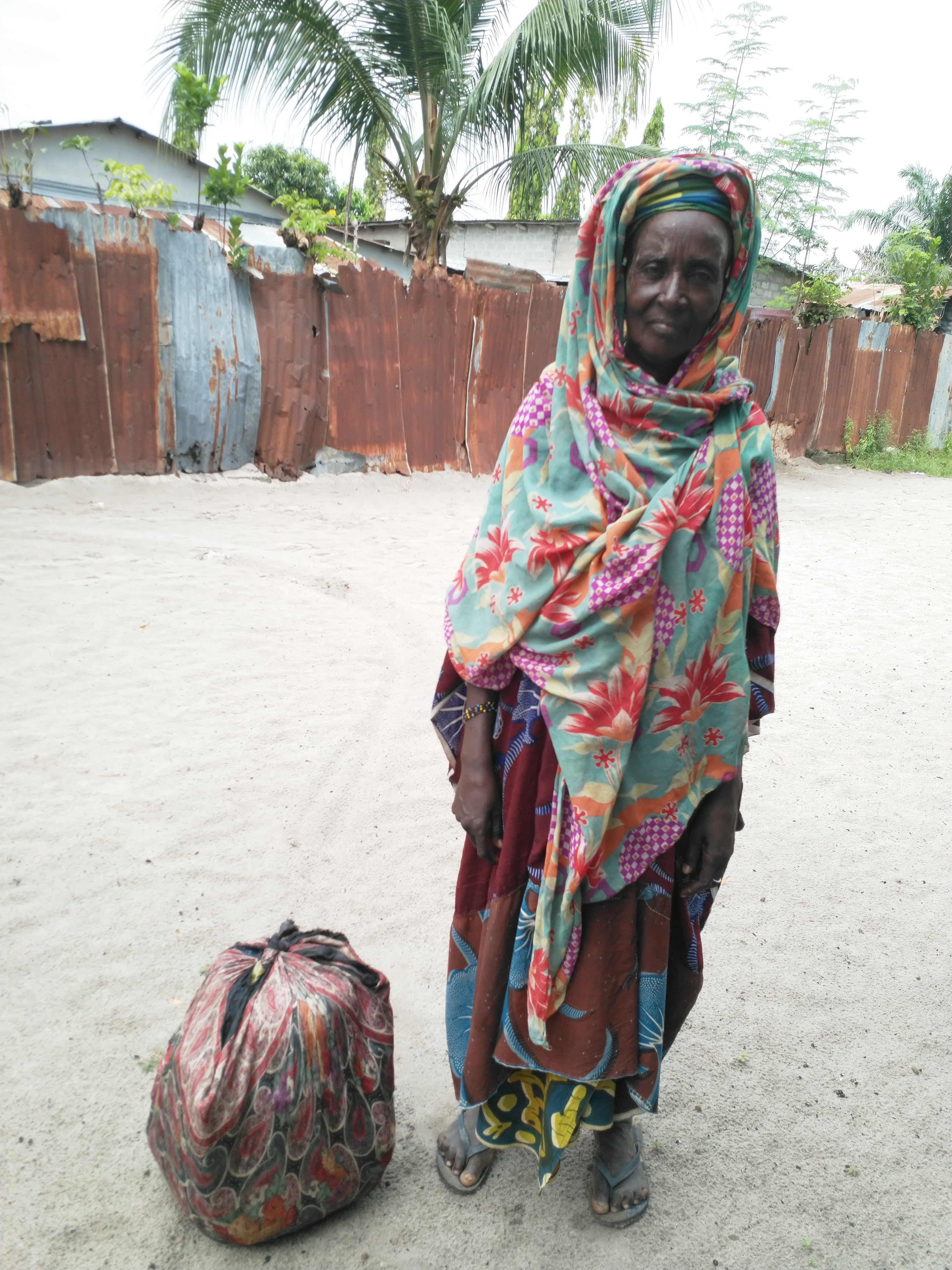
Vendeuse de potions magiques (kaba kaba).

La médecine traditionnelle béninoise (ou MTB), une forme de médecine traditionnelle, est l'ensemble des pratiques traditionnelles, culturelles et cultuelles qui tire ses principes dans différentes coutumes, du vodoun et des cultes et pratiques du Bénin.
Basée souvent sur des cultes liés aux ancêtres et aux dieux de la nature, elle se pratique depuis des millénaires à l'aide de médicaments conçus à base de la matière animale ou végétale  dont les enseignements sont transmis de génération en génération. Malgré les nombreux progrès réalisés par la médecine moderne de nos jours, plus de 80% de la population béninoise font recours à la médecine traditionnelle pour le traitement de plusieurs maladies.

## Origines
Intimement liées au vodoun et au Fâ, la géomancie béninoise, les origines de cette médecine remontent à la fin du XIXe siècle avant la colonisation et reste encore aujourd’hui la médecine utilisée par la majorité de la population béninoise.

## Description et Principes

### Principe
La médecine traditionnelle béninoise, est une pratique de la médecine traditionnelle africaine caractérisée les pratiques magiques, religieuses ou empiriques, notamment des cultes liés au vaudou, ce qui la distingue de la médecine moderne

### Traitement
Le traitement avec la médecine traditionnelle béninoise se fait à la base de la matière animale ou végétale ou minéral :
Les matières végétales  constituent un savoir local populaire sur l’utilisation de ces plantes à des fins médicinales dont les enseignements sont transmis de génération en génération. En dehors des matières végétales et animales, on y retrouve dans les médicaments traditionnels des ingrédients naturels d’origine minérale, comme le calcium, le sel et l’eau. Les bijoux à base de perles et de coquillages, les objets métalliques ou en terre cuite, et les poupées en bois sont également utilisés par certains spécialistes, comme les maîtres vaudous. De même grâce au règne animal les éléments à base animale représentent un autre ingrédient essentiel à la préparation de nombreux remèdes des tradipraticiens. On trouve sur tous les marchés du Bénin des étals vendant des peaux d'animaux, des ossements, et des animaux séchés ou vivants (reptiles, batraciens, tortures, oiseaux, insectes, etc.).

## Galerie

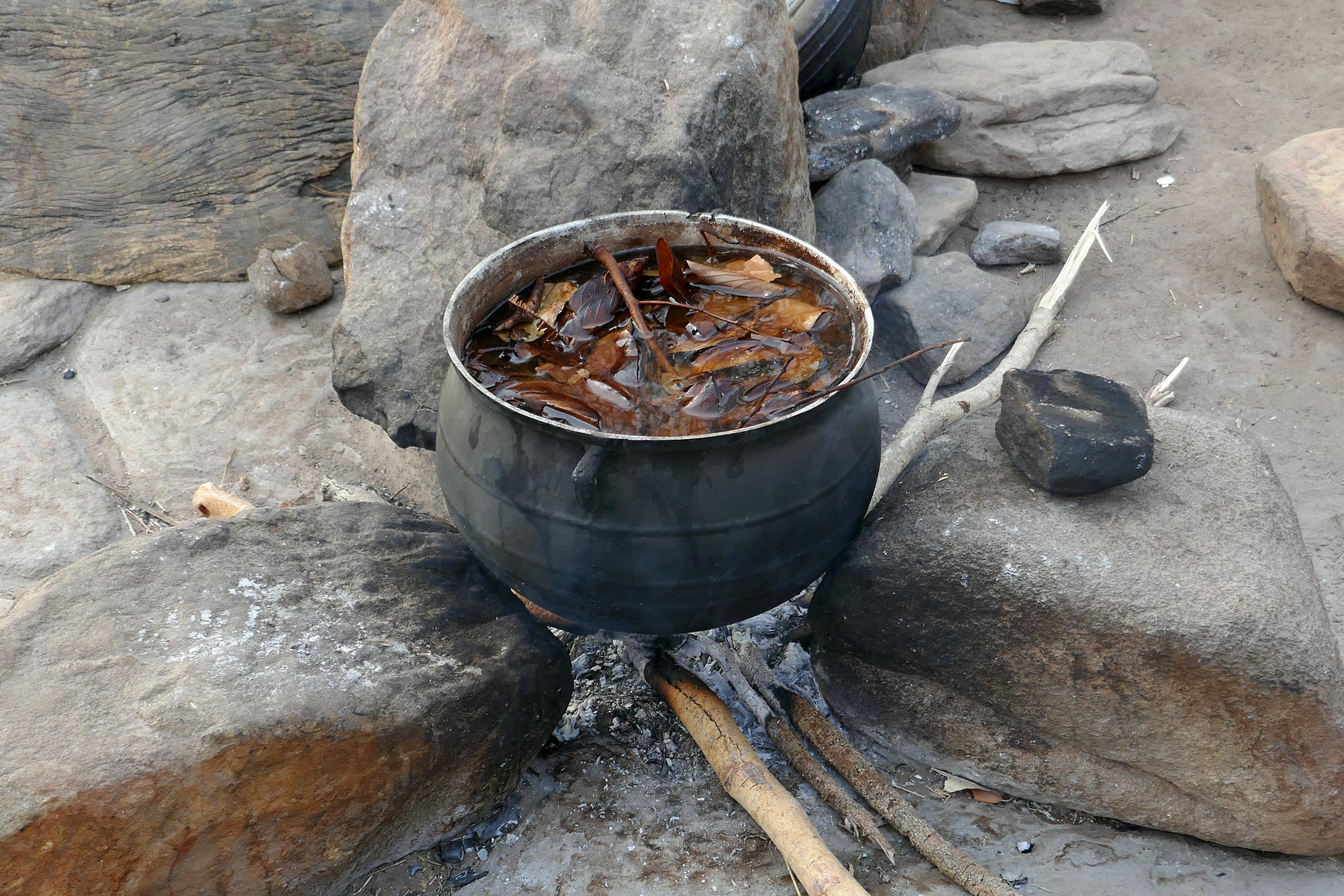
Préparation pour la prévention du paludisme à Tanéka Béri.
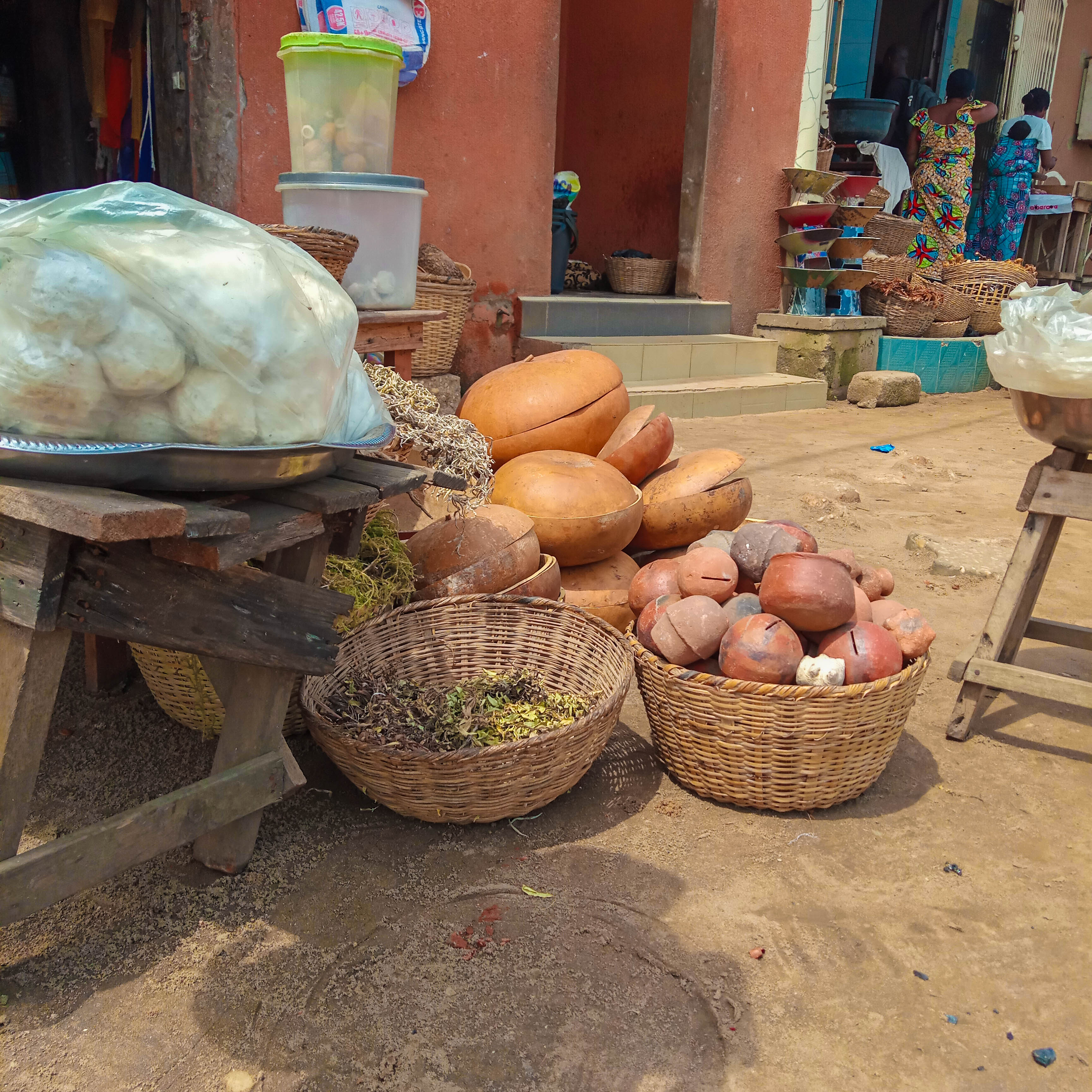
Accessoires pour la médecine traditionnelle.
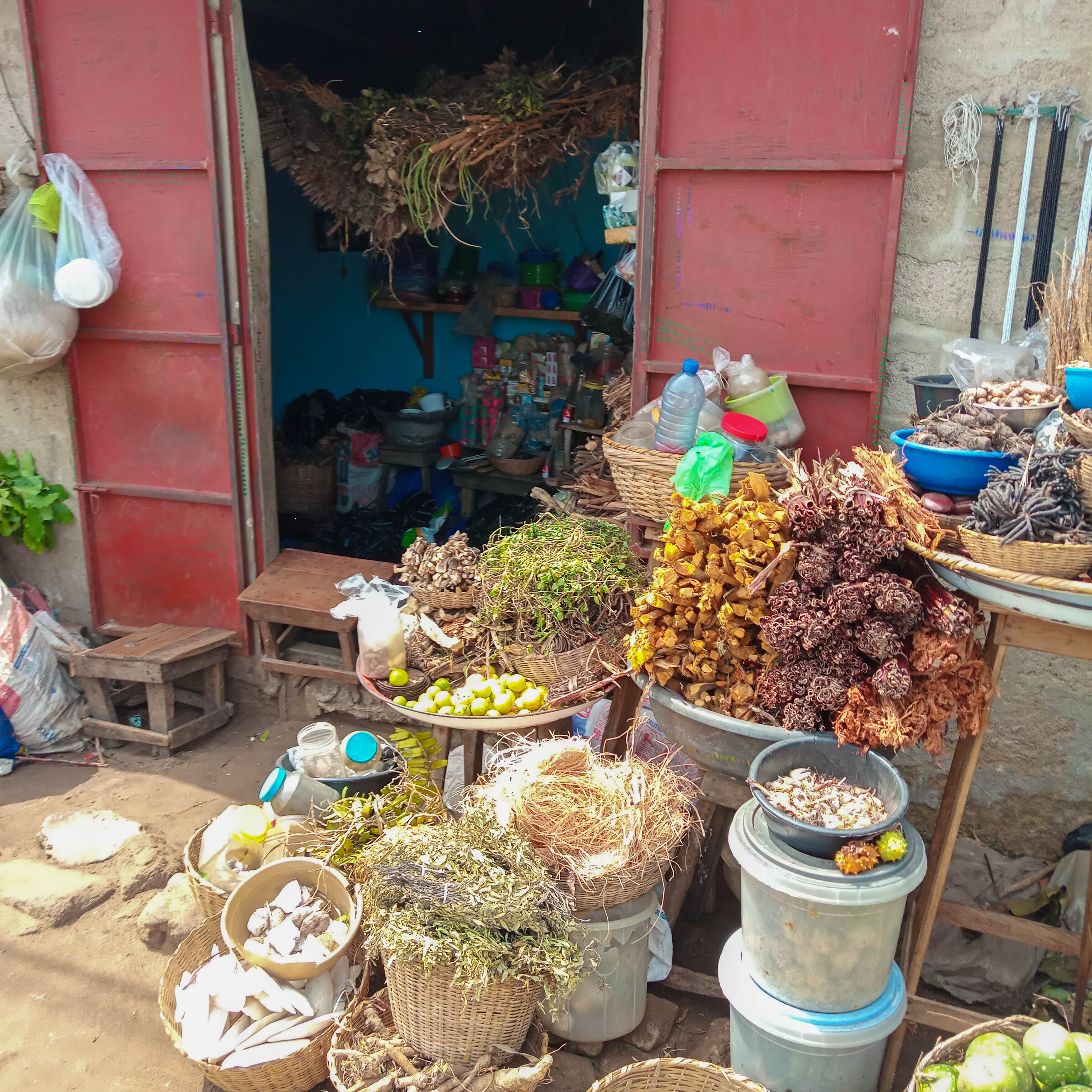
Ingrédients pour la médecine traditionnelle.
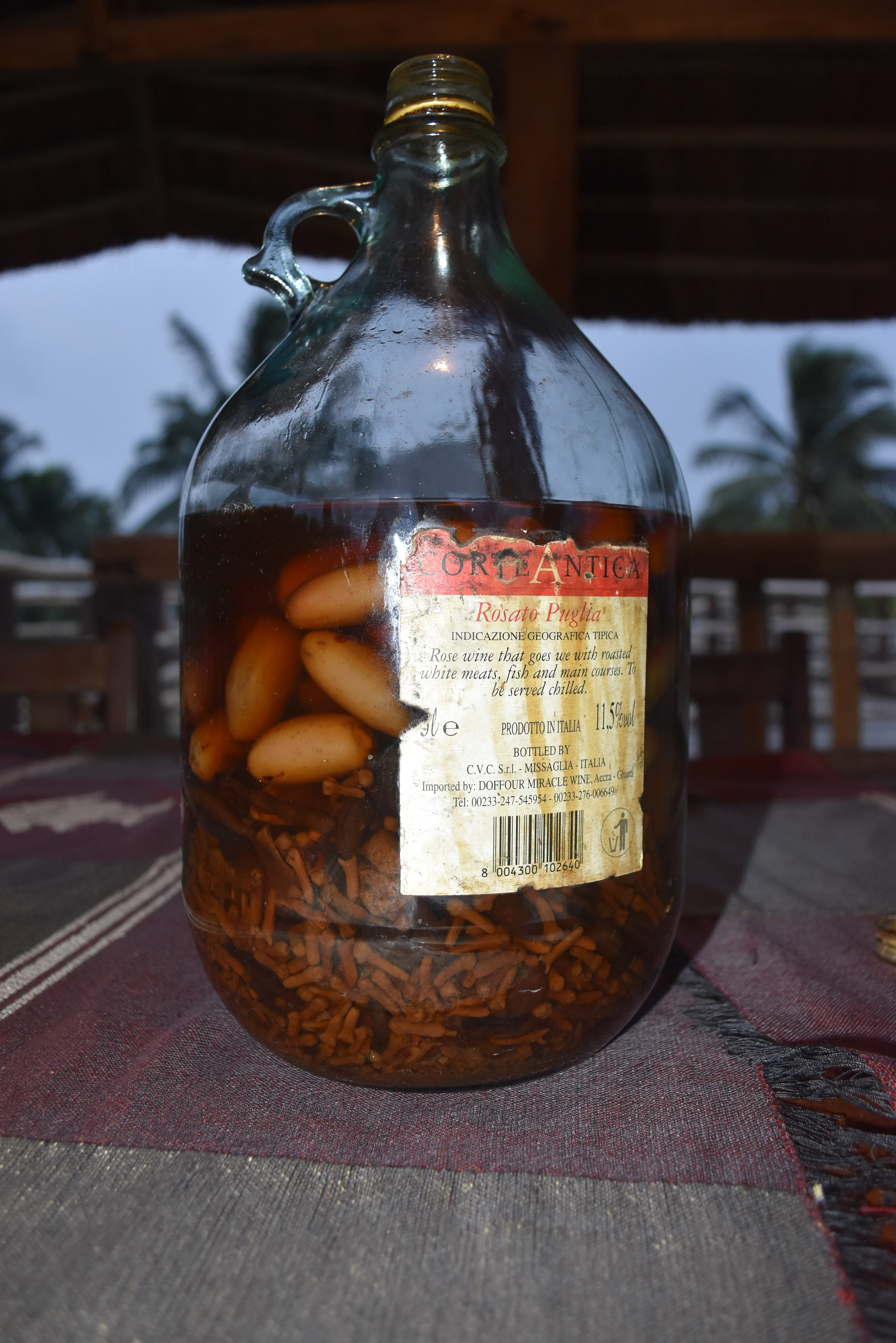
Bouteille d'alccool̝ et mélange de feuilles et d'essentielles pour l'apéro et santé